# Церковь Миагао
Церковь Святого Фомы из Вильянуэва (исп. Iglesia parroquial de Santo Tomás de Villanueva, таг. Simbahan ng Miagao, англ. Santo Tomás de Villanueva Parish Church) в городе Миагао, провинция Илоило — одна из старейших и красивейших католических церквей Филиппин, выдающийся образец филиппинского рококо. Один из четырёх храмов, входящих в Список объектов Всемирного наследия ЮНЕСКО на Филиппинах в составе объекта Церкви Филиппин в стиле барокко.

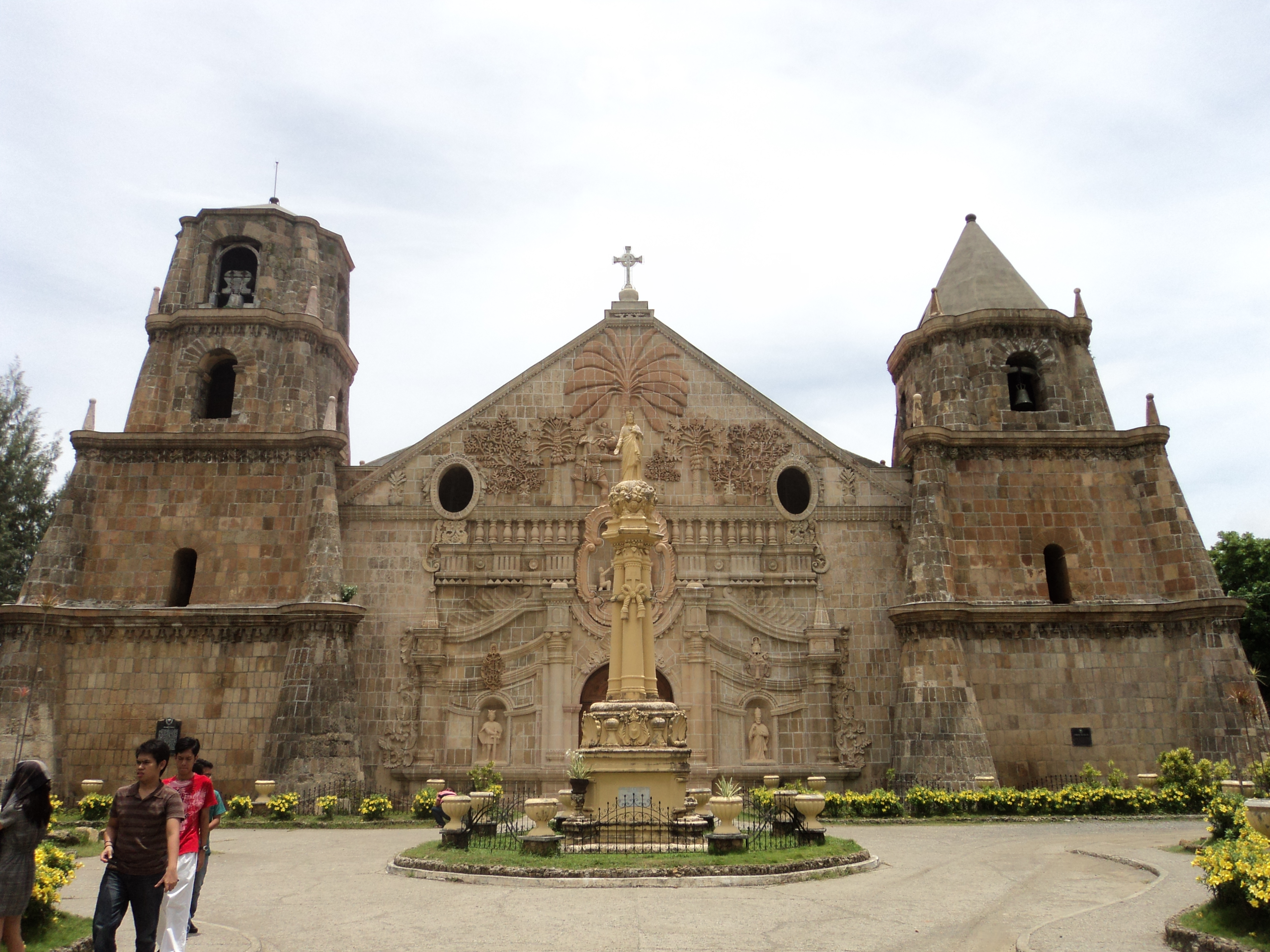
Церковь в 2010 году

Церковь в Миагао возведена на вершине холма в 1786—1797 годах испанскими миссионерами-августинцами из монолитных блоков жёлто-оранжевого песчаника. Архитектура церкви даёт яркое свидетельство большого строительного опыта монахов августинского ордена (никакие сторонние архитекторы или инженеры к проектированию и строительству не привлекались). Будучи построена как крепостная церковь для защиты христиан от набегов племён моро, она монументальна, имеет полутораметровые стены, две приземистых, сужающихся кверху сторожевых башни неравной высоты и тайные ходы. Заглублённое на 6 метров ниже уровня земли, снабжённое толстыми колоннами и мощными контрфорсами, здание хорошо защищено также и от землетрясений.
Фасад церкви оформлен в уникальном стиле, явившемся результатом творческого восприятия филиппинскими мастерами европейской католической традиции. Специалисты видят в декоративном оформлении храма также черты мусульманского и китайского влияния.
Наиболее интересной деталью фасада является барельеф во всю высоту фронтона, изображающий кокосовую пальму. Являясь неотъемлемой частью филиппинского пейзажа, кокосовая пальма одновременно служит символом познания. Древняя филиппинская легенда рассказывает о кокосовой пальме, которая была завещана любящей матерью своим детям и поддерживала их всю жизнь. В то же время на пальму опирается мужчина с мальчиком на плече, что отсылает нас к легенде о святом Христофоре, перенёсшим через реку младенца Христа и все тяготы мира. Интересно, что святой Христофор одет в местную филиппинскую одежду. Слева и справа от пальмы на фронтоне мы видим другие образцы местной флоры, в частности папайю и гуаву. Образ покровителя церкви святого Фомы из Вильянуэвы с двумя детьми увековечен барельефом над главным входом церкви.